# 阮春榮
阮春榮（1930年1月3日—2022年7月23日），聖名阿方索（Anphongsô），筆名全豐（Toàn Phong），原越南共和國軍隊空軍上校，越南裔美國航空航天科學家和教育家。密歇根大学航空航天工程名譽教授。

## 生平
1930年1月3日，阮春榮出生於越南北方的安沛。

### 軍事生涯
1951年9月，阮春榮應徵入伍，就讀於同年10月1日開課的南定預備軍官學校第一期。1952年6月1日，阮春榮以准尉軍銜畢業，並被分配到了工兵部門。同年年底，他申請加入空軍，進入法國普羅旺斯地區薩隆的空軍官校學習。1954年初，阮春榮畢業，並晉升爲少尉。隨後他留在了法國和摩洛哥服役，並在此期間取得了艾克斯-馬賽大學的數學學士學位。
1955年初，當法軍正式將空軍的設施和裝備移交給越南國軍時，阮春榮奉命返回越南，並晉升級爲中尉，任職於空軍司令部。1955年底，他被晉升爲上尉，擔任空軍司令部人員處處長。吳廷琰成爲越南共和國總統後，1956年10月阮春榮被提升爲空軍司令部副參謀長。1957年10月26日越南第一共和國國慶日，他晉升中校，並被任命爲空軍參謀長（時任空軍司令爲陳文虎上校）。1958年2月，阮春榮被任命爲空軍司令，不久后晉升上校。
1962年2月27日，范富國和阮文舉兩名飛行員駕駛兩架飛機轟炸獨立宮，阮春榮受到連帶責任，空軍司令一職被吳廷琰解除。同年，他申請退伍，並前往美國留學。不久之後，黃有賢中校接替阮春榮擔任空軍司令。

### 科學研究
1962年，32歲的阮春榮來到美國開始了他的科學生涯。1965年，他成爲科羅拉多大學第一位獲得空间科学博士學位的人，也是第一位獲得該學位的越南人。 1968年，他進入密西根大學，擔任航空航天工程系副教授。1972年，晉升教授。同年，他被法國巴黎大學授予數學博士學位。
1982年，阮春榮被臺灣國立清華大學聘爲客座教授。1984年，阮春榮成爲了第三位當選法國航空航天學會外籍會員的美國人（前兩位分別是尼爾·阿姆斯特朗和弗蘭克·博爾曼）。
1998年12月31日，阮春榮退休後被評爲航空航天工程系名譽教授。
2022年7月23日，阮春荣在美國加利福尼亞州的家中去世，享壽92歲。

## 個人生活
阮春榮以全豐（Toàn Phong）爲筆名進行文學創作，他出版的兩部長篇小說《飛行員生活》（Đời Phi công）和《追隨星光》（Theo ánh Tinh cầu），使得他聲名大噪。從1959年開始寫作的《飛行員生活》一書爲他贏得了越南全國文學獎。此外，阮春榮還在《丹佛郵報》和《帝國雜誌》上發表短篇故事。
除了精通越南語、法語和英語外，還花時間研究漢文。
2016年10月19日，阮春榮在美國加利福尼亞州亨廷頓海灘的聖文都辣教堂領洗，皈依了天主教。
阮春榮本人持反共立場，曾表示“越南的共產主義者們可以說服人們一次，但沒有第二次”。

## 家庭
阮春榮的父親阮春然參加了越南反法抗戰，於1950年被法軍殺害。母親杜氏草是南定省人。
阮春榮的妻子龔氏全（Cung Thị Toàn），法名福慧，逝世於2008年9月17日，兩人有四個子女（三個兒子一個女兒）：
- 阿方索·阮·榮（Alphonse Nguyễn Vinh，1956年生）
- 方·阮·榮（Phương Nguyễn Vinh，1958年生）
- 阮氏清鳳（Nguyễn Thị Thanh Phượng，1961年生），英文名菲尼克斯·賴特（Phoenix Wright）
- 約翰·阮·榮（John Nguyễn Vinh，1971年生）

## 榮譽
- 國際宇航科學院會員（1986年入選）[6]
- 法國航空航天學會（法语：Académie de l'air et de l'espace）外籍會員（1984年入選）[6]
- 中華民國空軍榮譽飛行員（1960年），泰國皇家空軍榮譽飛行員（1962年）[6]
- 密西根大學工程學院傑出教學獎（1984年）[6]
- 密歇根州州長亞裔美國人事務諮詢委員會專業成就獎（1987年）[6]
- 德克·布勞威爾獎（2006年）[10][19][20]

## 著作

### 科學領域
阮春榮在數學、天體動力學和軌道优化領域發出版了了3本書和發表了100多篇技術論文：
- 《高超音速與行星進入飛行力學》（Hypersonic and Planetary Entry Flight Mechanics），與阿道夫·布澤曼（英语：Adolf Busemann）和羅伯特·D·卡爾普合著，1980年[22]
- 《大氣飛行的最優軌道》（Optimal Trajectories in Atmospheric Flight），1981年[23]
- 《高性能飛機的飛行力學》（Flight Mechanics of High Performance Aircraft），1993年[24]

### 文學作品
- 《名將的榜樣》（Gương Danh Tướng），1956年，越南共和國國防部心理戰署發行[15]
- 《飛行員生活》（Đời Phi Công）
- 《追隨星光》（Theo Ánh Tinh Cầu）

## 外部鏈接
- Nguyen Xuan Vinh - A Life In Hypersonic Flight （页面存档备份，存于）

| 前任： 陳文虎 | 越南共和國空軍司令 1958年－1962年 | 繼任： 黃有賢 |